# Gaston Maurice Julia
Gaston Maurice Julia, francoski matematik, * 3. februar 1893, Sidi Bel Abbès, Alžirija, † 19. marec 1978, Pariz, Francija.

## Življenje in delo
V mladosti sta ga zanimala glasba in matematika. Z dvajsetimi leti so ga vpoklicali v francosko vojsko. Neke mrzle in nevihtne noči je bil zelo ranjen v obraz, tako da je bil zaradi neuspelih plastičnih operacij prisiljen do konca življenja nositi usnjeno obvezo.
Julia je postal znan po 1. svetovni vojni, ko so v francoski matematični reviji Journal de Mathématiques Pures et Appliquées objavili njegov članek na 199. straneh. Članek z naslovom Mémoire sur l'itération des fonctions rationnelles je opisal iteracije racionalnih funkcij. Kasneje je prejel nagrado Francoske akademije znanosti (Académie des sciences). Navkljub temu so na njegovo delo pozabili, dokler ga ni spet začel navajati Mandelbrot. Njuno delo v fraktalni geometriji samopodobnih množic je postalo tesno povezano.
Julia je prvi opisal Juliajeve množice, ki jih dobimo pri
proučevanju obnašanja ponovitev transformacije:
{\displaystyle j:\mathbb {C} \longrightarrow \mathbb {C} \qquad j:z\longmapsto z^{2}+c;\qquad z,c\in \mathbb {C} }
in so v tesni zvezi z Mandelbrotovo množico.